# Осгуд-Райт, Мэйбл
Мэйбл Осгуд-Райт, урождённая Мэйбл Осгуд (англ. Mabel Osgood Wright; 26 января 1859, Нью-Йорк — 16 июля 1934, Фэрфилд (Коннектикут)) — американская писательница, чьи книги для детей и взрослых были посвящены природе и садоводству. Член Одюбоновского общества, Осгуд-Райт основала в Фэрфилде заповедник для птиц.

## Биография
Мэйбл Осгуд родилась в Нью-Йорке в 1859 году. Она была младшей из трёх дочерей Сэмюэла и Эллен Осгуд. Отец, священник-унитарий, оказал большое влияние на Мэйбл. Будучи близким к литературным кругам, он давал дочерям возможность общаться с писателями, художниками и мыслителями. Ещё до рождения Мэйбл он построил загородную усадьбу Мосвуд (Mosswood) в Фэрфилде, где у девочки была возможность знакомиться с окружающей природой и вести наблюдения. Уже в шестнадцатилетнем возрасте она опубликовала своё первое эссе о природе в New York Evening Post. Тем не менее отец, хоть и считал, что женщинам следует быть образованными, воспротивился желанию Мэйбл изучать медицину.
В 1884 году Мэйбл Осгуд вышла замуж за Джеймса Осборна Райта, торговца антикварными книгами. Проведя несколько лет в Европе, супруги вернулись в США и жили попеременно в Нью-Йорке и Фэрфилде. В 1890-х годах Мэйбл Осгуд-Райт начала публиковать, анонимно, эссе о природе в New York Evening Post и New York Times. В 1894 году эти эссе были собраны в книгу под названием «Дружба с природой» (The Friendship of Nature). Затем последовали «Birdcraft» (1895) и «Flowers and Ferns in Their Haunts» (1901). Осгуд-Райт полагала, что молодым поколениям, растущим в городской среде, необходимо прививать любовь к природе, и поэтому много писала для детей. Многие свои книги писательница иллюстрировала собственными фотографиями. В 1926 году вышла её автобиография «Мой Нью-Йорк». В общей сложности она написала более 25 книг, в первую очередь о растениях, птицах и садоводстве. Некоторые из них выходили под псевдонимом «Барбара».
Помимо литературной деятельности, Осгуд-Райт предпринимала попытки возродить Национальное Одюбоновское общество: основанное в 1886 году, к 1896 году оно было фактически расформировано. В 1896 году она основала Одюбоновское общество Коннектикута (второе, организованное в отдельном штате) и активно сотрудничала с журналом Bird-Lore, предшественником журнала Audubon, издаваемого Одюбоновским обществом. Кроме того, на территории, принадлежавшей Одюбоновскому обществу Коннектикута, она создала в 1914 году заповедник для птиц под названием Бердкрафт (Birdcraft). Уже через десять лет на его территории гнездились 32 вида птиц, а к 1940-м годам их стало 150. Осгуд-Райт также была основательницей Фэрфилдского общества садоводов, способствовавшего охране диких растений штата.
Мэйбл Осгуд-Райт умерла в 1935 году в Фэрфилде.